# Jyderup Højskole
Jyderup Højskole var den første højskole, som fik statstilskud efter den nye højskolelov indført i 2014. Skolen lukkede ikke desto mindre i 2022 på grund af dårlig økonomi.
Skolen betragtede sig selv som kulturhøjskole baseret på Grundtvigs tanker om folkeoplysning, dog tæt knyttet til den europæiske oplysningstanke og den moderne tænkning og videnskab. Skolen var en almenhøjskole, der forbandt de kreative fag og interesser med oplysning om politik, samfund, folkelige bevægelser, NGO'er. Skolens kreative fag spandt fra elektronisk- og folkemusik til litteratur og kunst. Skolen havde derudover hovedlinjer i grøn omstilling og små jordbrug.
Højskolen afholdte jævnligt koncerter, foredrag og andre offentlige arrangementer.
Skolen havde udgangspunkt i lystslottet Sølyst, som har været i Lercheslægtens eje og i 1944 blev overtaget af det offentlige. Slottet er tegnet af arkitekt Vilhelm Tvede og opført i 1856 af J. H. Jespersen. I tidens løb er det tidligere jagtslot blandt andet blevet brugt til kvindehjem og senere børnehjem.
Jyderup Højskole blev oprettet  af en skolekreds med en række kulturpersonligheder og samfundsdebattører, deriblandt Niels Hausgaard, Knud Vilby og Poul-Henrik Jensen. I 2019 solgte Holbæk Kommune slottet til Fonden Sølyst. Handlen omfattede også en nabobygning af nyere dato (tidligere skovbørnehave) samt omkring to hektar græsplæne og skov omkring højskolen.
Den sidste forstander for højskolen var Gert Møller Jensen, som overtog jobbet fra medgrundlægger Poul-Henrik Jensen i maj 2021.